# II liga polska w hokeju na lodzie (2018/2019)
II liga polska w hokeju na lodzie w sezonie 2018/2019 rozgrywana na przełomie 2018 i 2019 roku jako 8. sezon rozgrywek o mistrzostwo II ligi w hokeju na lodzie po reaktywacji rozgrywek na tym poziomie ligowym. W poprzedniej edycji 2017/2018 rozgrywki wygrała drużyna Gazda Team Nowy Targ. 

## Sezon zasadniczy
Format rozgrywek został stworzony z podziałem na grupy wedle geograficznego położenia drużyn. Ustalono Grupę Południową liczącą siedem drużyn (przystąpiła do niej zespół ŁKH Łódź, dotychczas występujący w Grupie Północnej), Grupę Północno-Wschodnią skupiającą pięć drużyn (w tym jedna z Litwy – Gauja Wilno) oraz Grupę Północną zrzeszającą trzy zespoły.
| Grupa Południowa - KH Gazda Team Nowy Targ - KH KTH Krynica - KS Hockey Team Oświęcim - KS Sigma Katowice - STH Tychy Wolves - Zagłębie II Sosnowiec |  | Grupa Północno-Wschodnia - ADH Husaria Białystok - Legion Warszawa - LHT Lublin - Gauja Wilno (Litwa) |  | Grupa Północna - BKS Bydgoszcz - ŁKH Łódź - Stoczniowiec II Gdańsk - Warsaw Capitals |

W sezonie zasadniczym w grupach zwyciężyły drużyny: KS Hockey Team Oświęcim (Grupa Południowa), LHT Lublin (Grupa Północno-Wschodnia), ŁKH Łódź (Grupa Północna – zwycięstwo zarówno w sezonie zasadniczym jak w turnieju finałowym).

## Turniej finałowy
Turniej finałowy odbył się w dniach 13-14 kwietnia 2019 w Łodzi i uczestniczyło w nim sześć drużyn (cztery z Grupy Południowej i dwie z Grupy Północnej.
Wyniki turnieju finałowego:
Faza grupowa
- Grupa A:
  - KH KTH Krynica - KS Sigma Katowice 5:2 (0:0, 5:0, 0:2)
  - ŁKH Łódź - KH KTH Krynica 4:9 (1:3, 0:5, 3:1)
  - ŁKH Łódź - KS Sigma Katowice 5:6 (3:2, 0:0, 2:4)
- Grupa B: 
  - KS Hockey Team Oświęcim - BKS Bydgoszcz 11:4 (3:2, 3:2, 5:0)
  - BKS Bydgoszcz - KH Gazda Team Nowy Targ 9:6 (4:0, 4:0, 1:6)
  - KH Gazda Team Nowy Targ - KS Hockey Team Oświęcim 2:7 (1:3, 1:2, 0:2)

Finał
- KTH Krynica - KS Hockey Oświęcim 3:5 (2:2, 1:1, 0:2)

Mecz o 3. miejsce
- KS Sigma Katowice - BKS Bydgoszcz 6:2 (1:0, 2:0, 3:2)

Mecz o 3. miejsce
- ŁKH Łódź - KH Gazda Team Nowy Targ 6:10 (2:2, 2:5, 2:3)